# Josef Německý

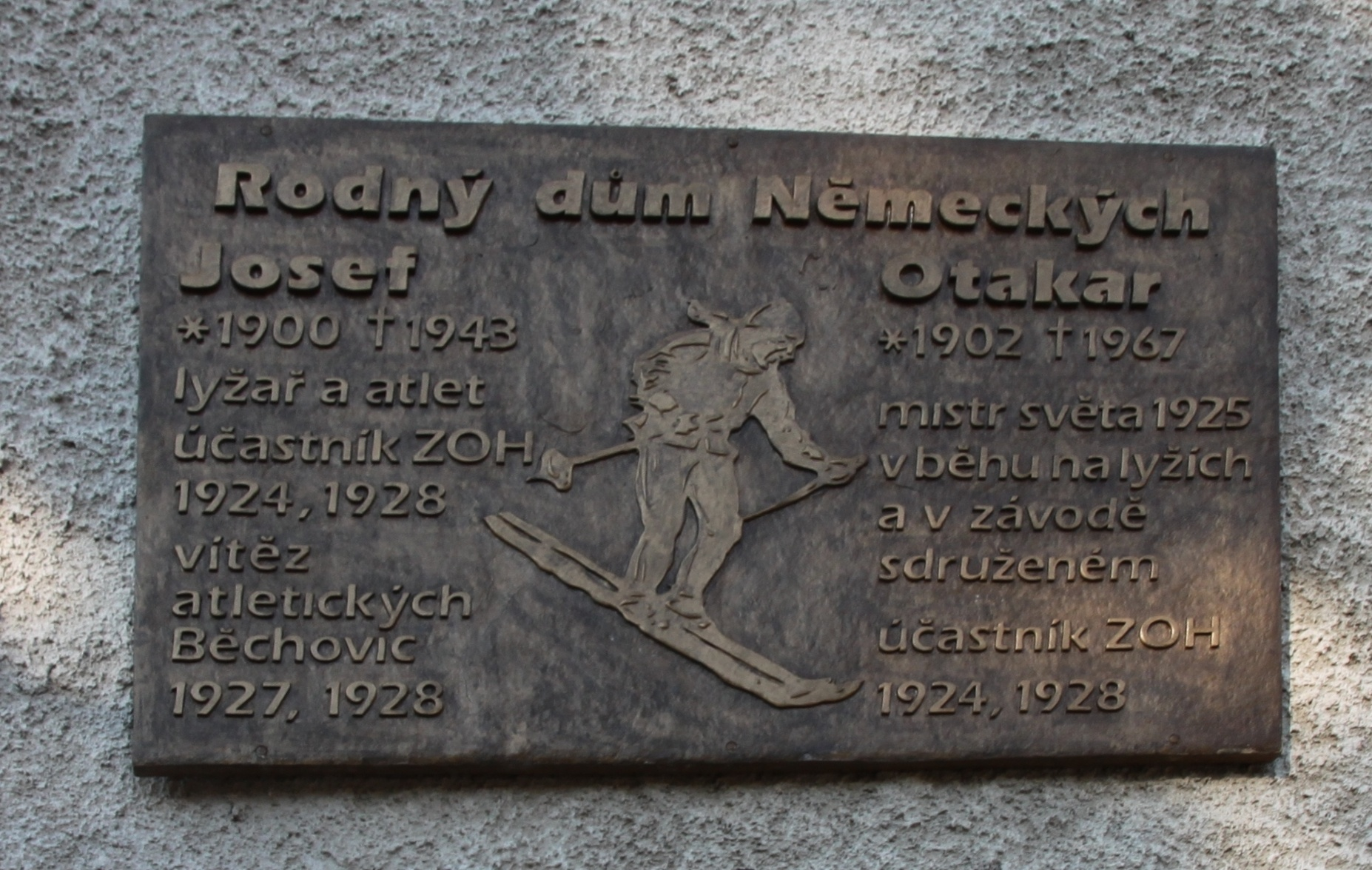
Pamětní deska Josefu a Otakaru Německým

Josef Německý (6. prosince 1900 Nové Město na Moravě – 10. června 1943) byl československý lyžař a atlet-běžec. Jeho bratrem byl lyžař Otakar Německý.

## Sportovní kariéra
Na I. ZOH v Chamonix 1924 skončil v běhu na lyžích na 50 km na 17. místě. Na II. ZOH ve Svatém Mořici 1928 skončil v běhu na lyžích na 50 km na 11. místě. V mistrovství Československa zvítězil v roce 1926 na 18 i 50 km a v roce 1928 na 18 km. Na mistrovství světa v klasickém lyžování startoval pětkrát v letech 1925, 1927 a v letech 1929–1931, nejlépe skončil v letech 1925 a 1927 šestý na 50 km.
V lehké atletice byl mistrem Československa v běhu na 5000 metrů v roce 1926, v přespolním běhu v roce 1928 a v běhu na 10000 metrů v letech 1927 a 1928. V roce 1927 vytvořil československý rekord v běhu na 10 000 metrů. V letech 1927 a 1928 vyhrál Běchovice.